# Darb-e Jūqā
Darb-e Jūqā (persiska: درب جوقا, دَرب جوقا) är en ort i Iran.   Den ligger i provinsen Markazi, i den centrala delen av landet, 200 km söder om huvudstaden Teheran. Darb-e Jūqā ligger 2 137 meter över havet och antalet invånare är 139.
Terrängen runt Darb-e Jūqā är lite bergig. Runt Darb-e Jūqā är det ganska glesbefolkat, med 43 invånare per kvadratkilometer. Närmaste större samhälle är Qālhar, 3,4 km öster om Darb-e Jūqā. Trakten runt Darb-e Jūqā består i huvudsak av gräsmarker.